# Ignacio Gutiérrez 1ra. Sección
Ignacio Gutiérrez 1ra. Sección är en ort i Mexiko.   Den ligger i kommunen Huimanguillo och delstaten Tabasco, i den sydöstra delen av landet, 600 km öster om huvudstaden Mexico City. Ignacio Gutiérrez 1ra. Sección ligger 13 meter över havet och antalet invånare är 444.
Terrängen runt Ignacio Gutiérrez 1ra. Sección är mycket platt. Runt Ignacio Gutiérrez 1ra. Sección är det ganska glesbefolkat, med 45 invånare per kvadratkilometer. Närmaste större samhälle är Pejelagartero 1ra. Sección, 12,1 km norr om Ignacio Gutiérrez 1ra. Sección. Trakten runt Ignacio Gutiérrez 1ra. Sección består till största delen av jordbruksmark.